# Julio Jaramillo
Julio Alfredo Jaramillo Laurido (Guayaquil, 1 de octubre de 1935-Guayaquil, 9 de febrero de 1978), conocido como Julio Jaramillo, fue un cantante y compositor ecuatoriano. Se especializó en los géneros de bolero, pasillo, vals, y tango.

## Biografía y carrera

### 1935-1950: primeros años e inicios
Nació el 1 de octubre de 1935 en Guayaquil, hijo de Juan Pantaleón Jaramillo Erazo y Apolonia Laurido Cáceres. El 2 de abril de 1941, cuando contaba con cinco años de edad, su padre falleció en un accidente laboral. En 1942, junto a sus hermanos, fue inscrito a la escuela «Sociedad Filantrópica del Guayas», pero él fue expulsado en el tercer grado por inasistencia y problemas de disciplina. Posteriormente, ingresó a una escuela fiscal en la que terminó su educación primaria, donde además fue educado por el profesor, escritor y poeta, Lauro Dávila Echeverría.
En 1950, su madre lo apuntó en el Colegio Mercantil para que persiguiera una carrera como contador. Al terminar el segundo año, decidió abandonar sus estudios. Solicitó trabajo en un taller de zapatos para aprender el oficio de «plantador de calzado fino de mujer». Cuando se cansó, se desempeñó como charolador de muebles y ebanista. El mismo año, empezó a ofrecer sus servicios como cantante en sitios y clubes nocturnos de la Lagartera, «Puerto Rico», «La mamita», y el «Maracaibo». En este último, conoció a Hugo Jiménez ,quien se convirtió en su mejor amigo.

### 1951-1955: avance musical
Entre 1951 y 1952 realizó sus primeras presentaciones en Radio Cóndor, Radio El Progreso, Radio América, Radio Ortiz, y en algunos lugares del interior de la república; también se presentó en el programa Descubriendo Estrellas de radio El Triunfo, que era dirigido por Julio Morante, su primer representante artístico.
Su primera presentación como artista pagado la realizó en Radio Cóndor, donde conoció a Rosalino Quintero, de quien se hizo amigo y tiempo después trabajaría para él como su arreglista, guitarrista y requintista. Posteriormente, participó en Radio América y Radio Ortiz.
En 1952 fue buscado para hacer la grabación de «Nuestro Líder», una composición de corte político dedicada a Carlos Guevara Moreno. Esta fue escrita por el compositor chimboracense Ruperto Romero Carrión. La grabación se realizó en la Radio Ondas del Pacífico. En 1955, realizó su primera gira acompañado por «Peluquín» Jara, Luis Alarcón y Raúl Espinosa, presentándose al interior del país hasta llegar a Cali, Colombia.
Hizo su primera grabación comercial a dúo con Fresia Saavedra, a quien conoció en radio América. El tema fue «Pobre mi madre querida», un yaraví pero a ritmo de habanera, con letra de Alberto Guillén Navarro grabado para el sello Cóndor. La otra canción fue «Mi corazón», letra de Gonzalo Vera Santos. También grabó varios temas en primera voz a un dúo con Carlos Rubira Infante.

### 1956-1957: incursión como solista y estrellato
En marzo y abril de 1956, Jaramillo fue llamado por la discográfica Ónix para grabar la canción «Fatalidad», pista que se encontraba en apogeo comercial después de haber sido grabada por su compatriota Olimpo Cárdenas. Su versión fue un éxito, y en una semana se vendieron 6000 copias, viéndose en la necesidad de reimprimirlo.
El 21 de mayo de 1956 debutó como solista en el programa de radio Atalaya. 12 de julio, firmó su primer contrato de exclusividad con la firma J.D Feraud Guzmán. El contrato con una duración de dos años lo comprometía a grabar cuarenta canciones. Cláusulas del contrato le impedían al cantante grabar con otras casas disqueras y con otros acompañamientos, salir del país o actuar en otras plazas sin consentimiento de la firma de la casa.
El 23 de diciembre se anunció el lanzamiento de dos nuevos temas suyos: el Bolero «Que te perdone Dios» y el vals «Espera». Ambos temas fueron bien recibidos, lo que ayudó a que, al finalizar 1956, grabara una docena de temas para el sello Ónix, entre ellos: «Te odio y te quiero», «Hojas muertas», «Elsa» y «Carnaval de la vida». Su consagración internacional llegó con la canción «Nuestro juramento», una composición del puertorriqueño Benito de Jesús, adaptada en bolero por Rosalino Quintero. Los primeros países en los que el intérprete logró conseguir notabilidad fueron Colombia, Perú y Chile.

### 1957-1960: gira Sudamericana y servicio militar
El 8 de junio de 1957, el teatro Guayas anunció una presentación suya, comentándose que había regresado de una gira por Colombia y se estaba preparando para una próxima salida hacia México y Centroamérica. A finales de ese año, viajó a Lima, donde conoció a Manuel Dávila «el Diablo», quien se desempeñó como su representante y le consiguió contratos para actuar al interior de la república peruana. 
El 16 y 18 de abril de 1959, el periódico mexicano El Universal, comunicó que Jaramillo se presentaría en México por primera vez el 29 de abril, según lo entonces confirmado por la disquera Peerless, compañía con la que realizó contratos para hacer grabaciones exclusivas. Ese año el disco «De Cigarro en Cigarro», tuvo gran éxito. El 18 de abril, otra nota del mismo diario informó que había regresado a Guayaquil, procedente de una gira por Perú, Chile, y Argentina, y permanecería allá hasta el día 20. La nota mencionó que en México tenía contratos con radios, teatros, y presentaciones pactadas para la televisión y que, sus múltiples compromisos artísticos habían retrasado su viaje a la Ciudad de México. El 21 de abril, se informó que Jaramillo no se presentaría en México por motivos personales, luego de haber sido requerido por las Fuerzas Armadas del Ecuador para cumplir con el servicio militar al encontrarse en calidad de remiso. Lo anterior provocó que se viera interrumpida su gira por México.
Al final, Jaramillo volvió a la vida civil en enero de 1960.

### 1960-1963: regreso a la vida civil y consagración
En marzo de 1960, hizo una gira por Costa Rica que se extendió del 8 al 12 del mismo mes, con presentaciones en lugares como Radio City, Coconut y Center City. A su conclusión, se trasladó a Uruguay el día 15, donde actuó hasta el día 20 en diversos escenarios, destacando por el Palacio Peñarol, lugar en el que cantó como parte de los festejos anticipados a la victoria por la corona de campeón nacional de fútbol uruguayo, obtenida por el Club Peñarol. El 29 de agosto, gracias a su álbum Julio Jaramillo - El criollo romántico de Sol Records, su nombre fue publicado por primera vez en la revista estadounidense Billboard, consagrándose como artista internacional. Para septiembre, dio comienzo a una gira por México, cantando en el Teatro Blanquita, y en programas de radio y televisión.
En 1962, fue invitado a participar en las grabaciones de la película mexicana, Fiebre de juventud, misma que se estrenó en 1963. Justo en ese año, fue expulsado de México por segunda ocasión, relatándose que la primera había sido por golpear a un jefe de policía en estado de embriaguez, y la segunda por los celos de una argentina que, molesta, lo entregó a la policía secreta. Sin embargo, se desconoce la veracidad concreta de estas dos historias.

### 1964-1977: vida posterior y últimos trabajos
A partir de 1964, radicó en varios países de América Central para poder cumplir con sus itinerarios profesionales, viviendo en lugares como Panamá, El Salvador, Costa Rica, Guatemala, Honduras, y Nicaragua. En 1966, viajó a Colombia para grabar los sencillos «Niégalo todo» y «Cinco centavitos», los cuales fueron bien recibidos. Para 1968 y aún en Colombia, estrenó el recopilatorio, Reminiscencias y otros valses Inolvidables.
En 1972, se trasladó a Venezuela para grabar el álbum Le canta a Venezuela, con el que forjó una buena relación con dicha nación. Un año después, en 1973, regresó a México luego de dejar atrás sus polémicas sobre sus supuestas expulsiones del país. Allí radicó por un año hasta 1974, tiempo durante el cual se presentó en un programa e interpretó el tema «Ay! mexicanita», un porro que había grabado para su EP de 1969 del mismo nombre.
El 23 de julio de 1976, volvió a su natal Ecuador para asistir a la celebración de los 60 años de la discográfica Feraud. Permaneciendo en su patria en sus últimos meses de vida debido a problemas de salud que le impidieron viajar, se ha comentado que grabó un último disco que fue lanzado en noviembre de 1977, aunque no se distribuyó por completo debido al deterioro vocal de Jaramillo. De este se han mencionado dos variantes; Se me olvidó tu nombre y Julio Jaramillo, recordando sus grandes éxitos, pero no hay copias disponibles de ninguno, ni se sabe cual fue su título real.

## Vida personal
A los dieciséis años, se enamoró de una joven de nombre Irene. Juntos procrearon un hijo, que murió a los ocho meses de edad.
El 13 de mayo de 1955, se casó en Guayaquil con María Eudocia Rivera, siendo esta su única unión legal al haberse casado con ella por el civil y por la iglesia. Aún casado, en 1960, le propuso matrimonio a la cantante salvadoreña, Berta Coralia Valle. Ambos se casaron en El Salvador en una boda civil transmitida por televisión, aunque años después su enlace fue anulado debido a que Jaramillo no estaba divorciado de María, cometiendo bigamia. A pesar de lo anterior, se tiene conocimiento de que mantuvo otras aventuras extramaritales, entre ellas una con una mujer llamada Odalia, con quien tuvo tres hijos, y otra con la cantante peruana Anamelba, con quien engendró una hija nacida en 1968, Rocío Jaramillo Pinzas.
Luego de divorciarse formalmente de María en junio de 1976, un año después, tuvo la oportunidad de casarse con la ecuatoriana Nancy Arroyo en 1977, quien se quedó con él hasta sus últimos días.
El 25 de julio de 1976, en una entrevista para el diario El Universo, Jaramillo confesó haber tenido 27 hijos, concebidos con diferentes mujeres a lo largo de su vida.

## Muerte
En enero de 1978, fue internado en la clínica Domínguez de Guayaquil debido a cólicos en la vesícula biliar, donde falleció el 9 de febrero, a los 42 años de edad. Según varias fuentes, Jaramillo murió a causa de un paro cardiorrespiratorio y complicaciones de una litiasis biliar tras una operación en la vesícula.

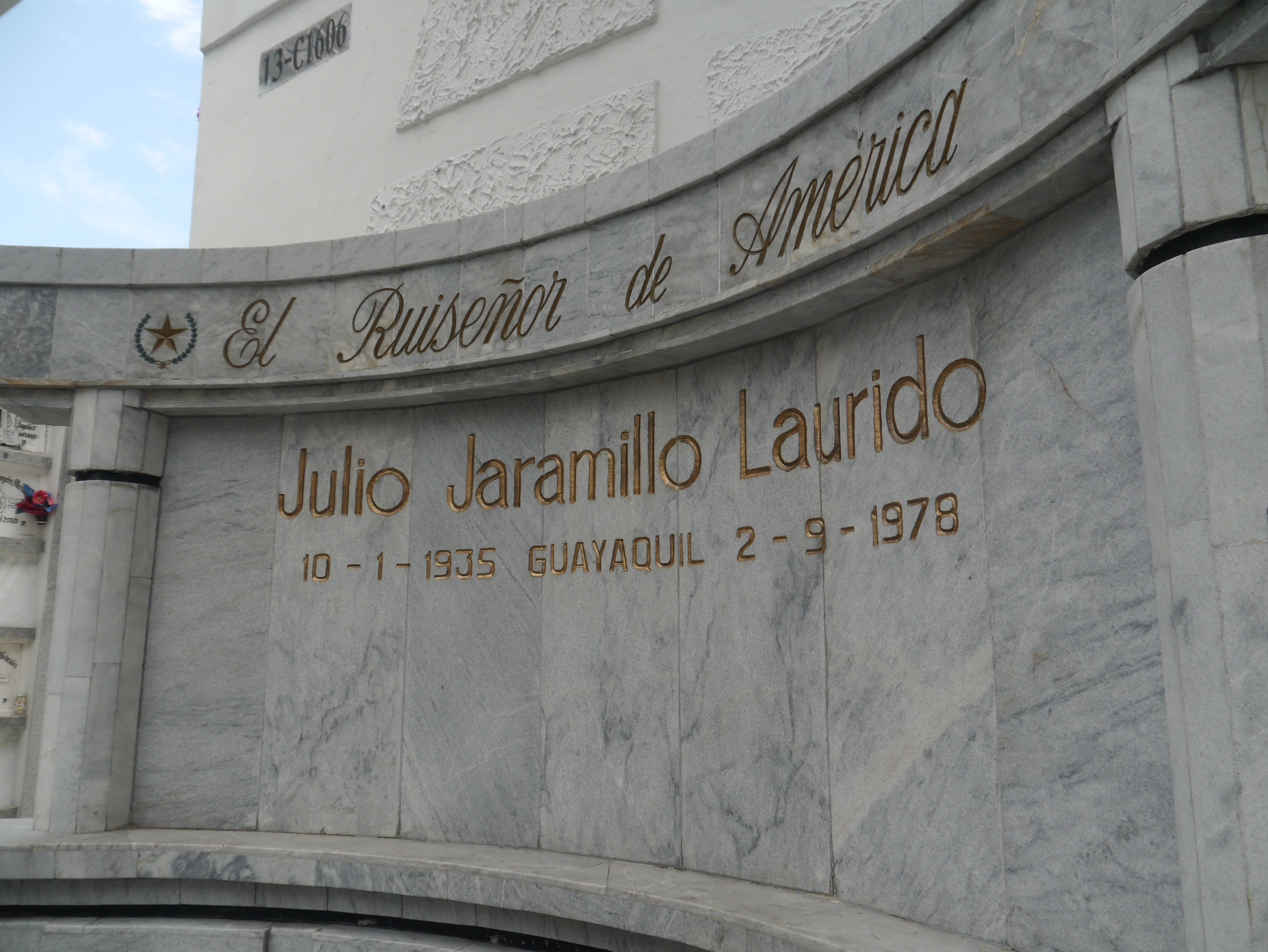
Placa mortuoria de Jaramillo fotografiada en 2015, inscrita sobre su mausoleo ubicado dentro del Cementerio General de Guayaquil.

A pesar de haber solicitado en vida que no se le realizaran homenajes al fallecer, sus restos fueron velados durante tres días en diferentes lugares, como las instalaciones de Radio Cristal, el Palacio Municipal, y el Coliseo Voltaire Paladines Polo. Finalmente, su cuerpo fue sepultado en un mausoleo dentro del Cementerio General de Guayaquil.

## Legado

### Calles
En su memoria, el Municipio de Guayaquil bautizó una calle con su nombre en el sector del barrio Garay; la calle Julio Jaramillo Laurido tiene un trayecto de 27 cuadras.

### En la cultura popular
En su memoria y en honor a su fecha de nacimiento, en 1993, durante la presidencia de Sixto Durán-Ballén, por decreto ejecutivo se estableció la celebración anual del Día del Pasillo cada 1 de octubre.
Entre 2012 y 2013, se estrenó Mr. Juramento, una miniserie biográfica sobre su vida y carrera en la que fue interpretado por uno de sus hijos, Julio Jaramillo Arroyo.
Julio Jaramillo es uno de los personajes principales de la novela policiaca Teoría del manglar, del escritor ecuatoriano Luis Carlos Mussó y ganadora en 2017 del Concurso Nacional de Literatura Miguel Riofrío. La novela relata la investigación detrás de un asesinato en tiempos de la dictadura militar en que Jaramillo, identificado como «El Cantante», usa su influencia para obtener pistas y ayudar a resolver el caso.
En 2018, tuvo un resurgimiento de popularidad póstumo gracias al programa Yo me llamo, donde fue personificado por el colombiano Robinson Silva, quien se convirtió en ganador de la sexta temporada de dicha emisión.
En 2024, la banda ecuatoriana Tranzas implementó el uso de inteligencia artificial para emular su voz en el sencillo «Ella se fue», interpretado por el vocalista Douglas Bastidas.

### Museo y monumentos

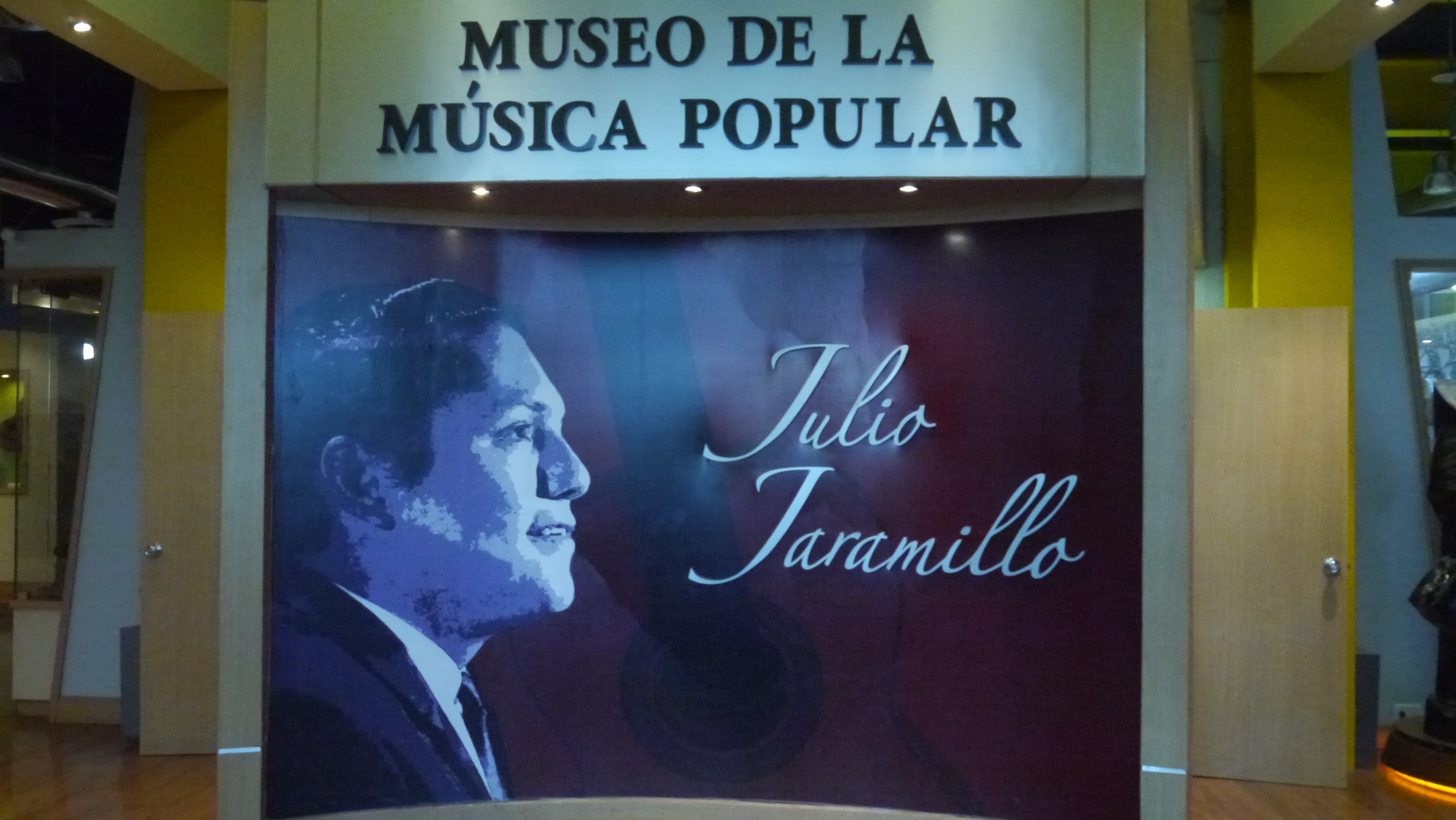
Fachada de la entrada al Museo Municipal de música popular Julio Jaramillo, retratada en 2015.

En el puerto Santa Ana se encuentra el Museo Municipal de música popular Julio Jaramillo.
En Santo Domingo, Ecuador, existe una escultura en su memoria construida en la avenida De los Tsáchilas y Río Baba.
En Guayaquil, se hallan dos esculturas de Jaramillo; una ubicada en la Calle 29 y Galápagos, en el Suburbio, y la otra en los atrios del museo del pasillo.

## Discografía
Al inicio de su carrera de 1956 a 1960, sus contratos de grabación solo incluía producción de discos de 45 revoluciones, de los cuales grabó más de 200 discos. Su producción musical también ronda los 800 discos de 33 rpm (Long Play), aunque en Ecuador no se ha podido contar con un registro completo de su obra.

### Álbumes de estudio
| Año         | Título                                            | Discográfica                     |
| Desconocido | Serenatas                                         | Onda Nueva Records               |
| Desconocido | Pasionarias                                       | Tropical                         |
| 1960        | Julio Jaramillo - El criollo romántico            | Sol Records                      |
| 1962        | Caraqueñita                                       | NuVox                            |
| 1963        | Le canta a Venezuela, mire comadre mire!          | Gilmar                           |
| 1965        | El nuevo estilo de Julio Jaramillo                | Fedisco                          |
| 1967        | Migajas                                           | Eco                              |
| 1967        | Julio Jaramillo y su conjunto – Sabor en la playa | Virrey                           |
| 1967        | Llamándote eternamente                            | Fábrica De Discos Peerless, S.A. |
| 1967        | Canta Para Venezuela                              | RCA Victor                       |
| 1970        | El sentimental de América                         | Asfona                           |
| 1970        | El sentimental de América Vol. 2                  | Onix                             |
| 1970        | Guayaquileña                                      | Onix                             |
| 1970        | 15 años de éxitos                                 | Onix                             |
| 1970        | Ojos que matan                                    | Tropical                         |
| 1972        | La voz del pasillo                                | Fedisco                          |
| 1972        | Le canta a Venezuela                              | Discomoda                        |
| 1976        | El hombre con «H»                                 | Fedisco                          |
| 1976        | Un disco más!                                     | Sonolux                          |
| 1975        | Pasillos para el mundo                            | Onix                             |
| 1975        | Con mariachi                                      | Onix                             |
| 1978        | Los amantes en enero                              | Codiscos                         |

#### Póstumos
| Año  | Título                                                    | Discográfica    |
| 1979 | Déjalos...                                                | Eco             |
| 1979 | El señor del bolero, del vals y del pasillo               | Fénix           |
| 1979 | El señor del bolero, del vals y del pasillo Vol. 2        | Fénix           |
| 1981 | Grabaciones originales de la película «Nuestro juramento» | Onix            |
| 1983 | De su diario íntimo                                       | Onix            |
| 1983 | Los amores de J.J.                                        | Onix            |
| 1985 | A mi querida madrecita                                    | Onix            |
| 1986 | Siempre vivo                                              | Fedisco         |
| 1987 | Recuerdos de JJ                                           | Onix            |
| 1989 | El continental                                            | Discos Victoria |
| 1998 | Tus ojos me dirán                                         | Velvet          |

### Álbumes colaborativos
| Año         | Título                                                  | Artista / Discográfica                 |
| Desconocido | Pasillos por el dueto de oro                            | Olimpo Cárdenas, Padisco               |
| Desconocido | Azabache Julio Jaramillo / Olimpo Cárdenas cantan a dúo | Olimpo Cárdenas, Sonolux               |
| 1966        | Ritmos venezolanos con el Trío Caracas                  | Trío Caracas, DISCOMODA                |
| 1967        | Recordando Éxitos                                       | Daniel Santos, Virrey                  |
| 1971        | 3 Voces Para El Pueblo                                  | Lucho Bowen y Olimpo Cárdenas, Sonolux |
| 1976        | Mano a mano Sensacional                                 | Olimpo Cárdenas, Impacto               |
| 1978        | El dúo de oro                                           | Alci Acosta, Famoso                    |

#### Póstumos
| Año  | Título        | Artista / Discográfica                                    |
| 1991 | Los 4 grandes | Odilio González, Olimpo Cárdenas, y Daniel Santos; Gilmar |
| 1993 | En la cantina | Daniel Santos, Onix                                       |

### Álbumes recopilatorios
| Año  | Título                                     | Discográfica |
| 1965 | Pasillos de siempre                        | Virrey       |
| 1967 | Lo mejor de Julio Jaramillo                | Fonograma    |
| 1968 | Reminiscencias y otros valses Inolvidables | Zeida        |
| 1971 | Mis mejores pasillos                       | Onix         |
| 1972 | Mis mejores Valses                         | Onix         |
| 1974 | El gran Julio Jaramillo                    | Eco          |
| 1976 | Mas éxitos de Julio Jaramillo              | Tropical     |
| 1977 | Mis mejores Boleros                        | Onix         |
| 1977 | Mis mejores Boleros Vol. 2                 | Onix         |
| 1977 | El disco de oro                            | Gilmar       |
| 1978 | Mis grandes éxitos de ayer                 | Onix         |

#### Póstumos
| Año  | Título                                             | Discográfica        |
| 1978 | En memoria... Julio Jaramillo                      | Sonolux             |
| 1984 | Lo mejor de Julio Jaramillo                        | Impacto             |
| 1986 | 14 Lindos pasillos                                 | Onix                |
| 1990 | 18 Valses                                          | Kubaney             |
| 1990 | 18 Boleros                                         | Kubaney             |
| 1990 | 20 grandes éxitos                                  | Codiscos            |
| 1992 | Selecciones círculos de grandes intérpretes Vol. 1 | Círculo De Lectores |
| 1992 | Selecciones círculos de grandes intérpretes Vol. 2 | Círculo De Lectores |

### EPs
| Año  | Título         | Discográfica |
| 1956 | Felicitación   | Vene Vox     |
| 1969 | Ay! mexicanita | Peerless     |

### Sencillos
| Año  | Título                                       | Discográfica |
| 1959 | Nuestro juramento / Arrepentida              | Peerless     |
| 1966 | Niégalo todo / Cinco centavitos              | Sonolux      |
| 1968 | Historia de Amor / Prisionero en tus pupilas | Iempsa       |
| 1970 | Y yo no he de volver / De corazón a corazón  | Onix         |
| 1971 | Conociendo el alma / El mendigo              | Music Hall   |
| 1972 | Esperando                                    | Onix         |
| 1974 | Sacrificio / Copas amargas                   | Orfeon       |
| 1975 | Chica linda / Alejándose                     | Onix         |
| 1977 | Juramento / Prisionero en tus pupilas        | Onix         |

## Filmografía
| Año  | Título             | Papel                                         | Notas                 |
| ---- | ------------------ | --------------------------------------------- | --------------------- |
| 1966 | Fiebre de juventud | Personaje desconocido                         | Producción mexicana   |
| 2025 | La primera vez     | Julio Jaramillo (interpretado por otro actor) | producción de Netflix |

## Premios
En octubre de 1959, recibió el Trofeo Huancavilca en la ciudad de Guayaquil, mismo que le fue entregado por Pablo Ulloa Figueroa, empresario y director de la Revista Cine Radial.
En 2016, recibió póstumamente el Premio Legado, otorgado por el Salón de la Fama de los Compositores Latinos.